# 敦慶親王
敦慶親王（あつよししんのう）は、平安時代前期から中期にかけての皇族。初名は維蕃。宇多天皇の第四皇子で、醍醐天皇の同母弟。官位は二品・式部卿。光玉宮と号した。

## 経歴
宇多朝初頭の寛平元年（889年）兄の維城・斉中・斉世とともに親王宣下を受ける。翌寛平2年（890年）同母兄・維城親王（後の醍醐天皇）とともに改名し、維蕃から敦慶に改めた。のち、異母妹で皇太夫人・藤原温子所生の均子内親王と結婚するが、延喜10年（910年）に均子に先立たれている。
醍醐朝の延喜13年（913年）宇多法皇が主催した『亭子院歌合』に「中務の四のみこ」として参加。既にこの時点で中務卿の官職を帯びていた。延喜16年（916年）金字寿命経を書写し、仁和寺に法会を設けて宇多法皇五十の賀を催した。延喜18年（918年）の六条院への行幸では笛を吹き、翌延喜19年（919年）甥の代明親王の元服において絃歌を奉じている。
延長2年（924年）ごろ中務卿から式部卿に転じ、延長3年（925年）には大学別当を兼ねた。位階は二品に至る。
延長8年（930年）2月28日薨去。享年44。最終官位は二品行式部卿。

## 人物
容姿にすぐれ、「好色無双の美人」と評された。玉光宮の通称から『源氏物語』の光源氏のモデルとの説もあり、琴・弓などに秀でた。
和歌に長じて、勅撰歌人として『後撰和歌集』に8首が入集しているほか、『伊勢集』『大和物語』に和歌作品が残されている。孚子内親王（桂のみこ）・伊勢らとの交際が知られ、伊勢との間には、歌人・中務が生まれている。敦慶親王の死は多くの人々に惜しまれ、伊勢・藤原兼輔らによって哀悼歌が詠まれた。

## 官歴
注記のないものは『日本紀略』による。
- 寛平元年（889年） 12月28日：親王宣下
- 寛平2年（890年） 12月17日：維蕃から敦慶に改名
- 延喜13年（913年） 3月13日：見中務卿[9]
- 延長2年（924年） 正月27日：見中務卿[10]
- 延長3年（925年） 正月3日：見式部卿[11]。8月4日：大学別当[12]
- 延長8年（930年） 2月28日：薨去（二品行式部卿）

## 系譜
注記のないものは『尊卑分脈』による。
- 父：宇多天皇
- 母：藤原胤子（藤原高藤の娘）
- 妻：均子内親王
- 妻：伊勢（藤原継蔭の娘） 
  - 女子：中務（912?-991?）[13]
- 生母不明の子女
  - 男子：源後古
  - 男子：源方古
  - 男子：源福慶[14]